# Пенджикентский район

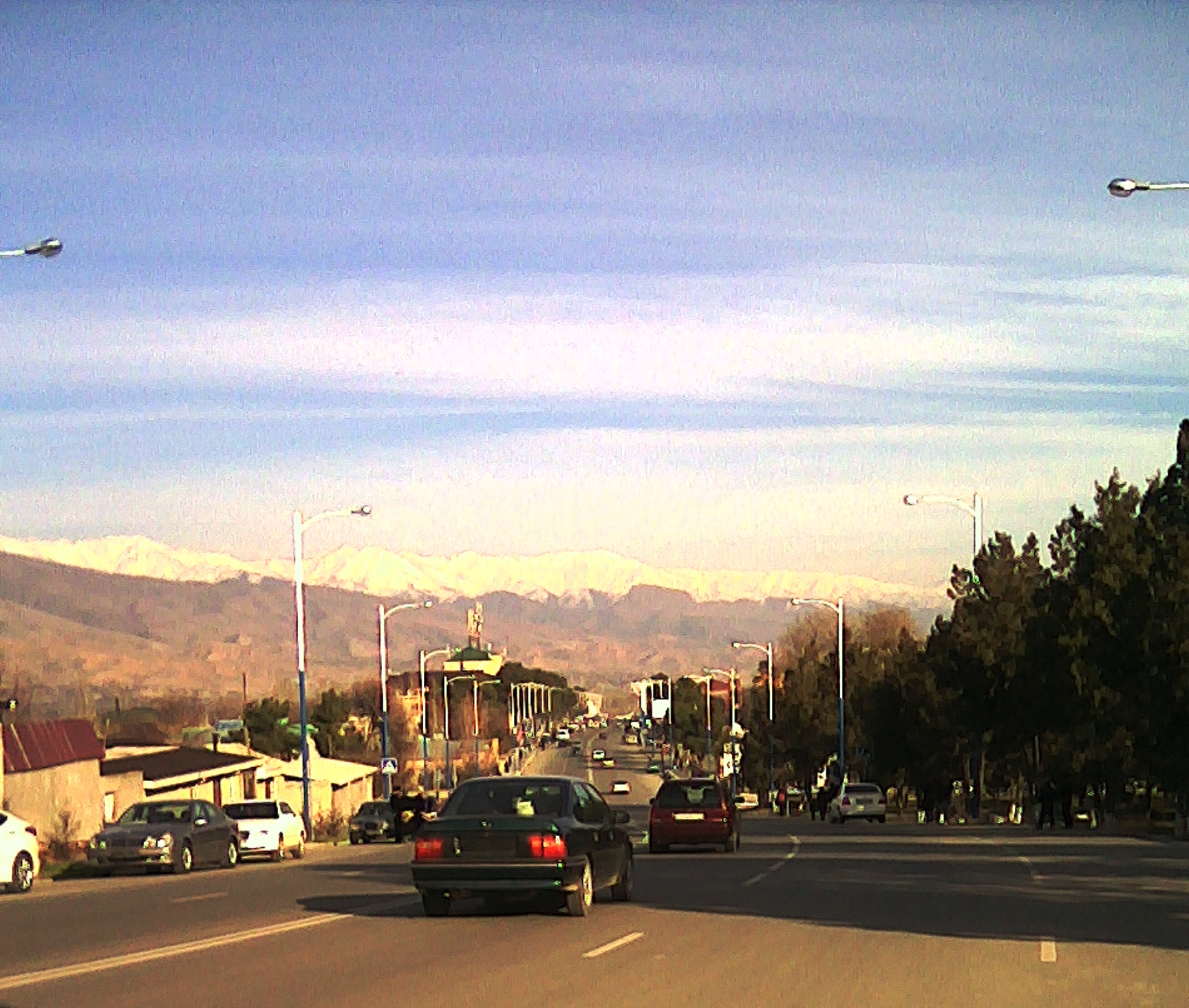
Одна из главных улиц Пенджикента.

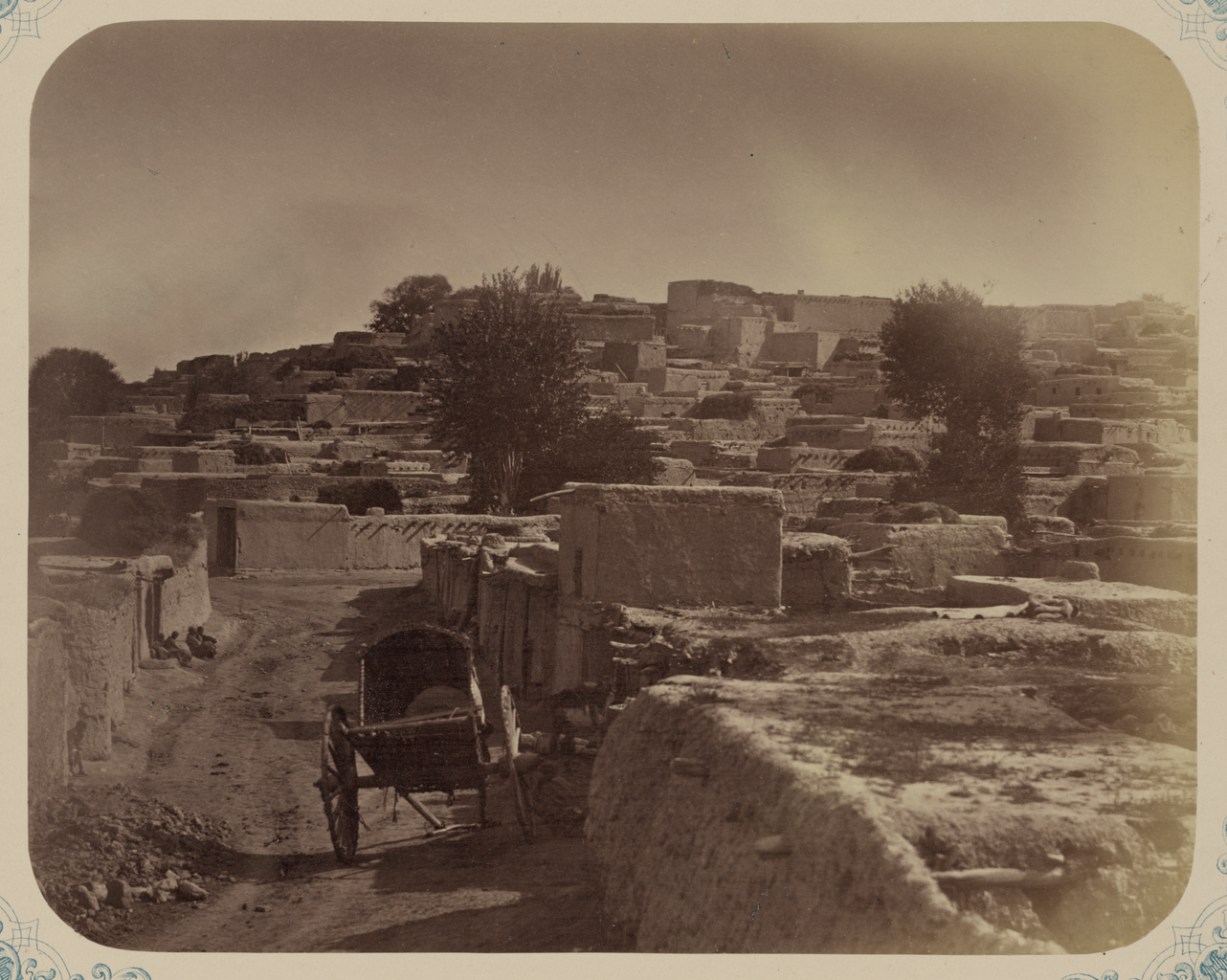
Одна из улиц Пенджикента (1860-е годы).

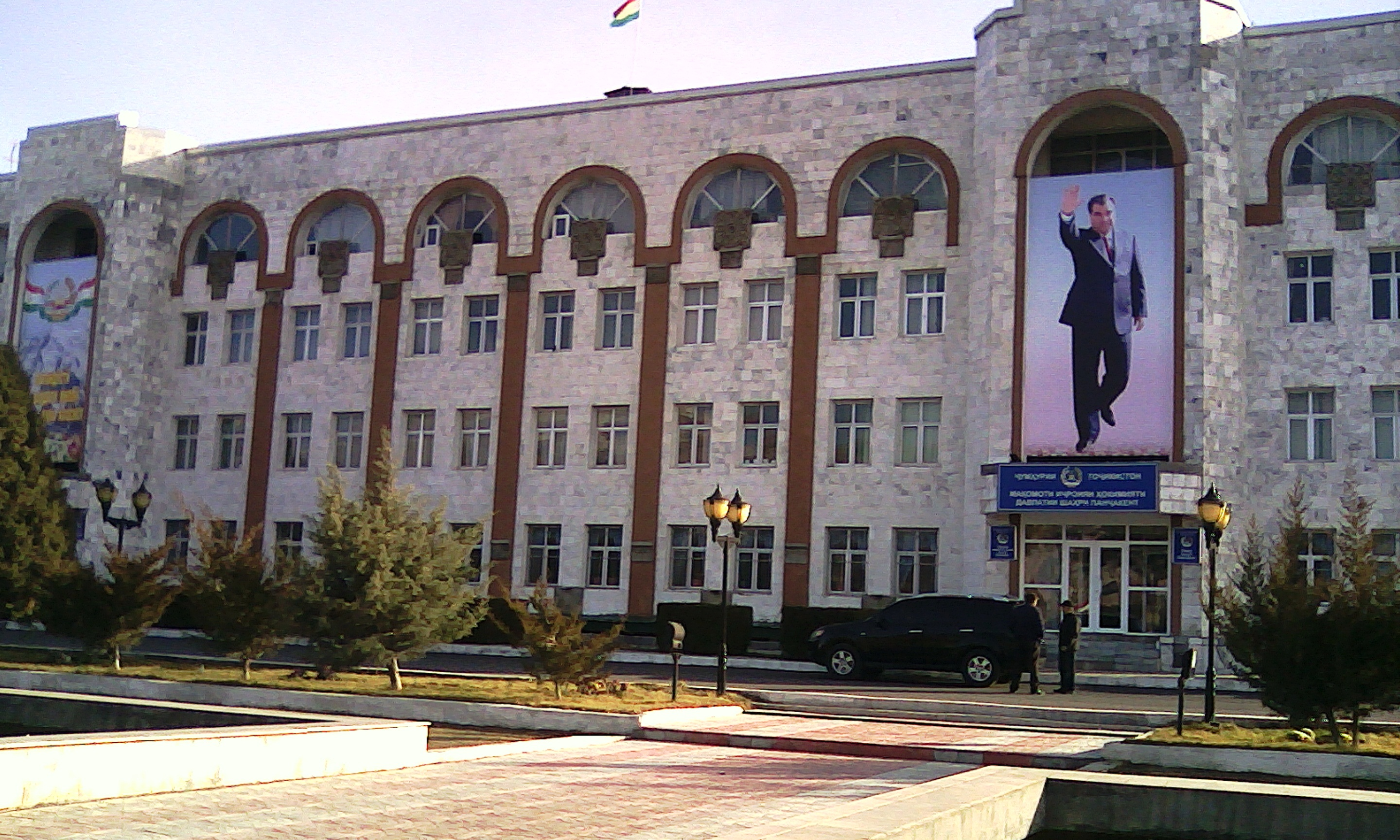
Здание Хукумата (правительства) района и города Пенджикент

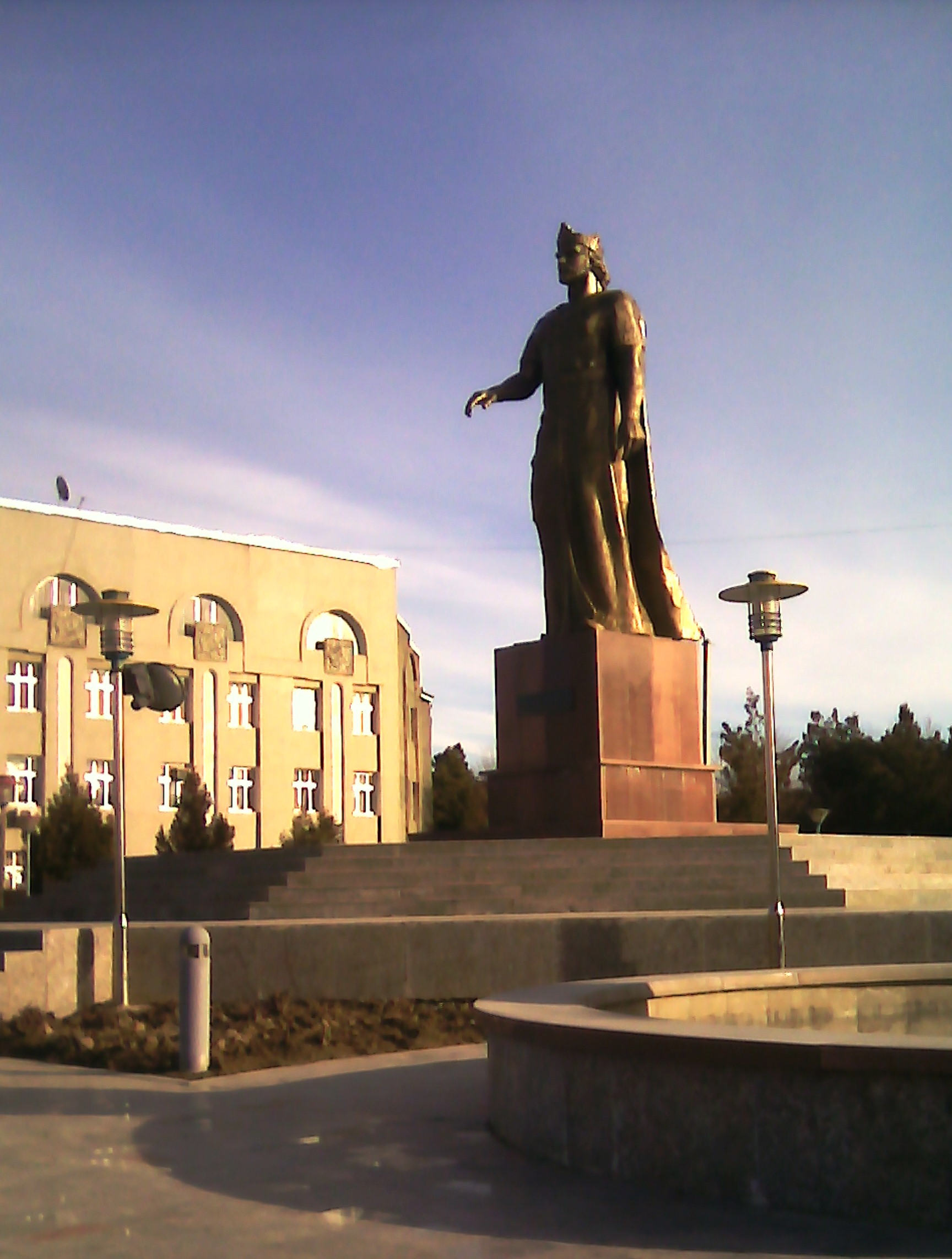
Монумент Исмаилу Самани в Пенджикенте

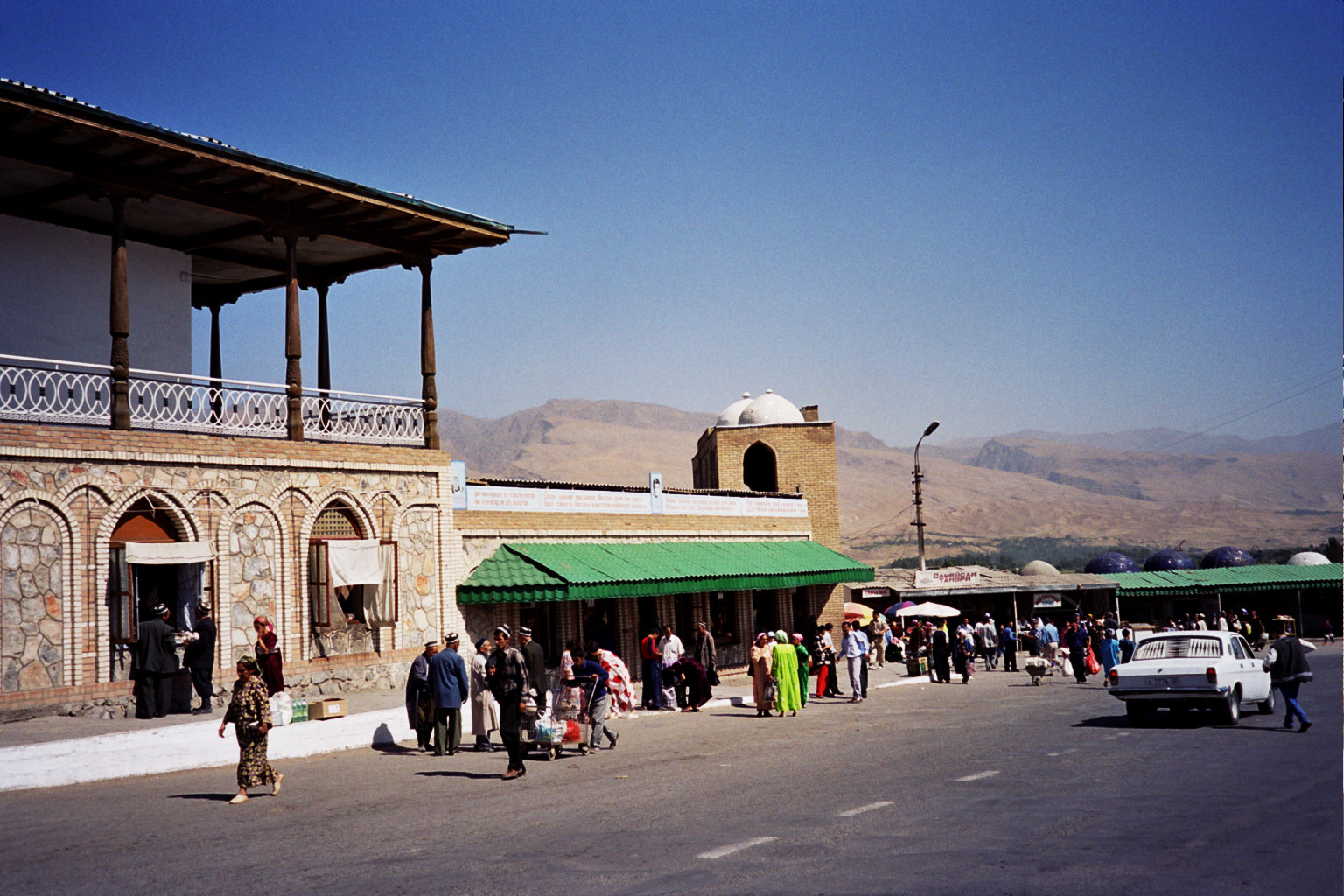
Базар города Пенджикент

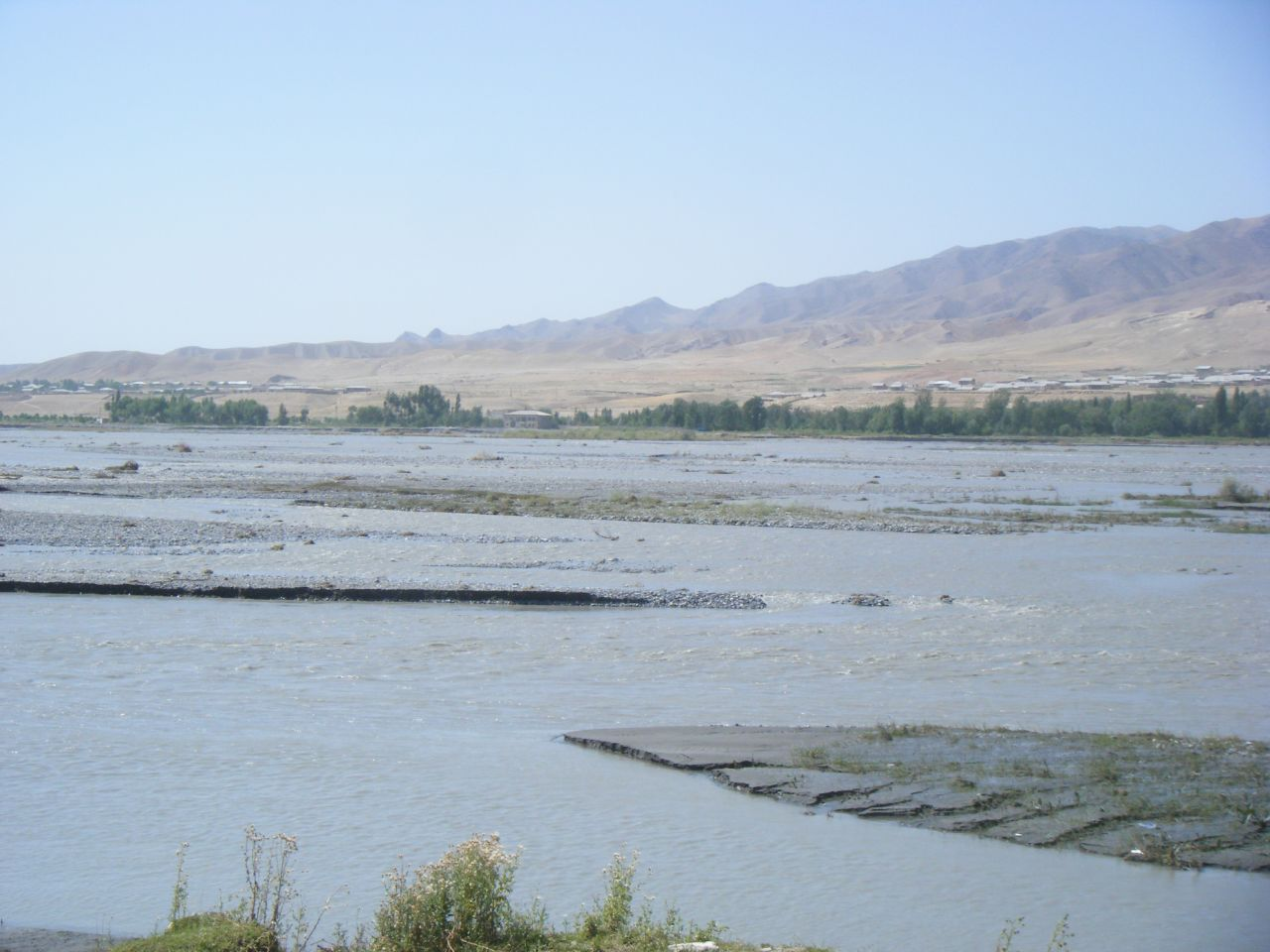
Река Зарафшан

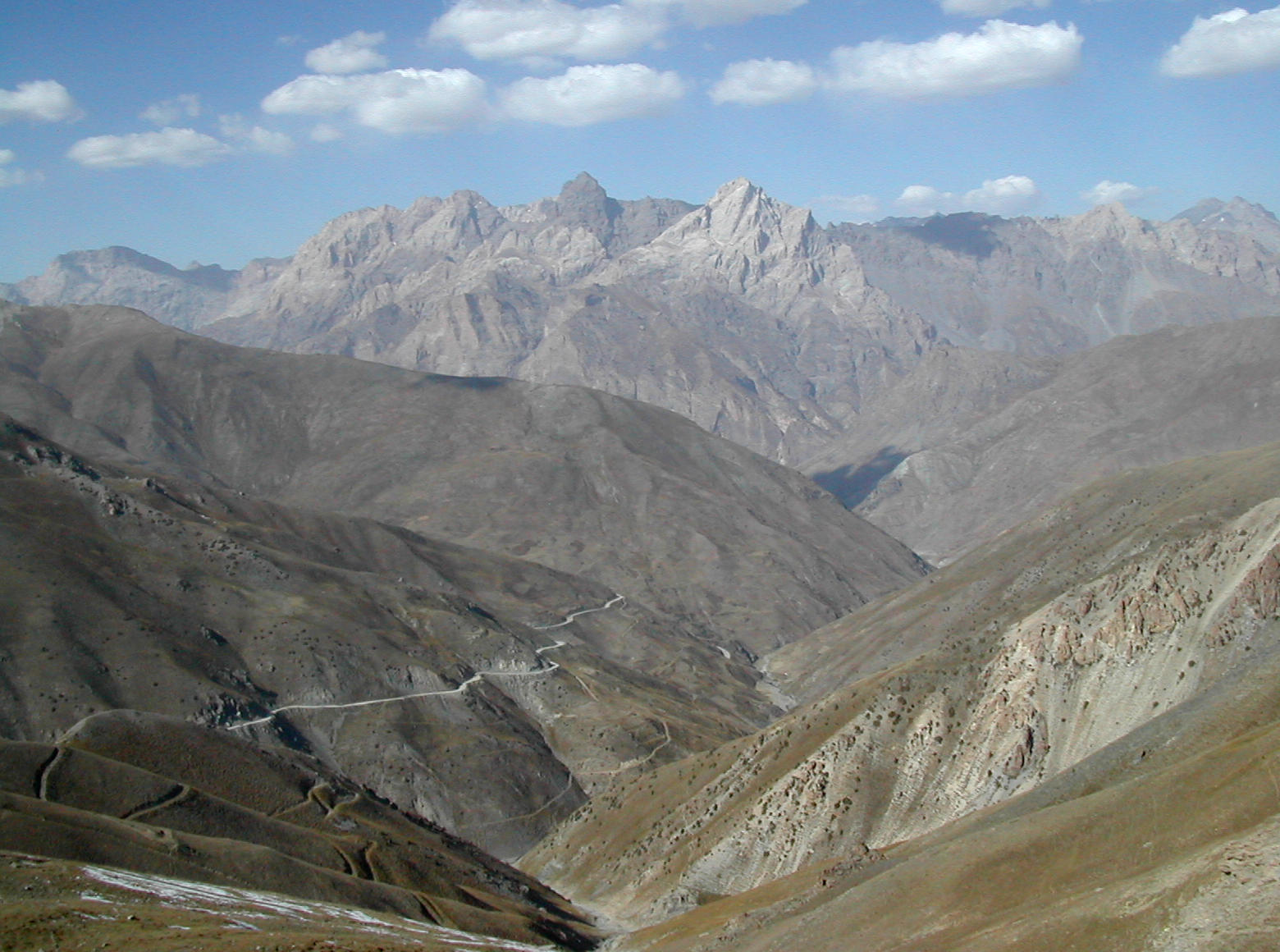
Анзобские горы Зарафшанского хребта на границе Пенджикентского и Айнинского районов

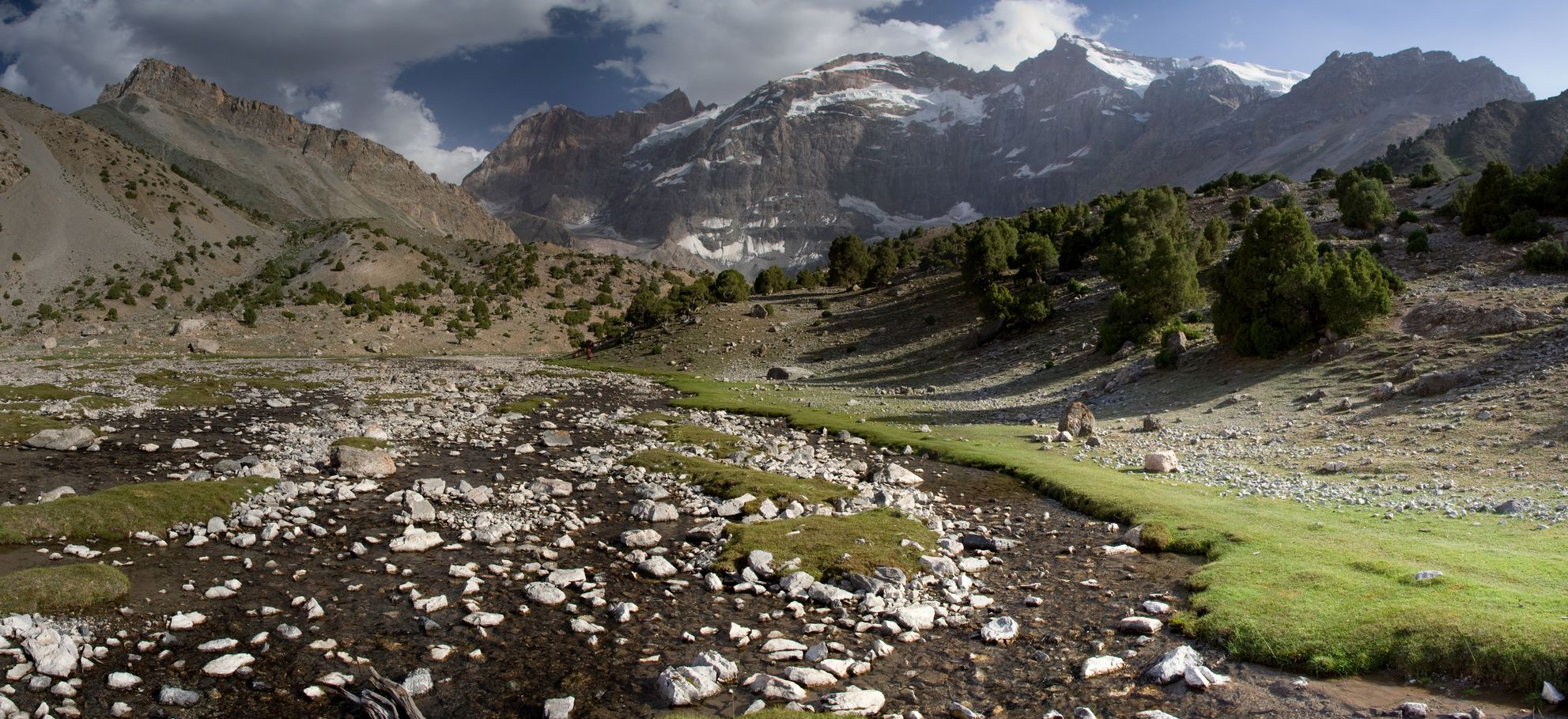
Вид на крайние склоны Фанских гор, проходящих по территории Пенджикентского района

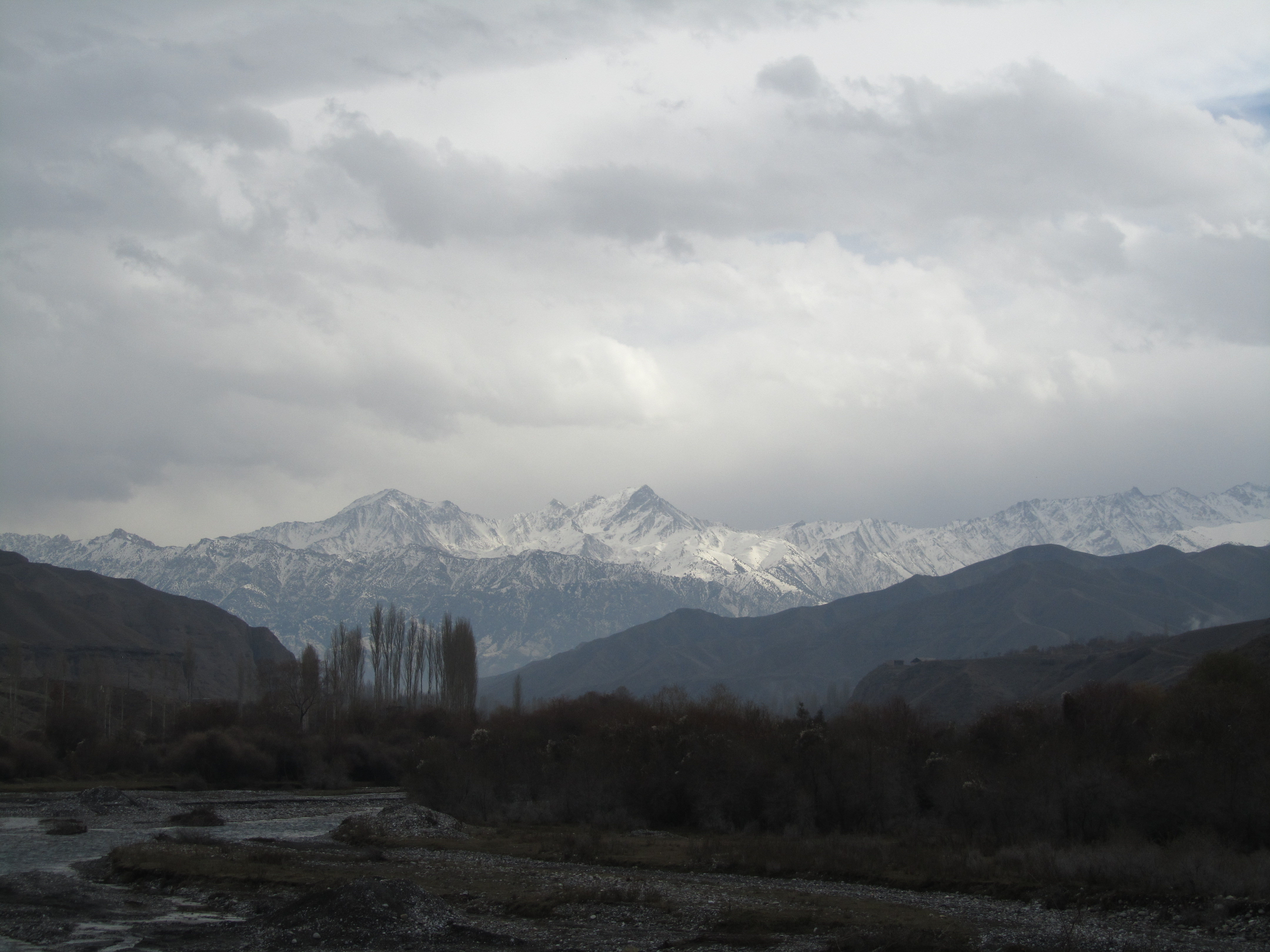
Туркестанский хребет на севере Пенджикентского района

Пенджике́нтский район (тадж. Ноҳияи  Панҷакент) — административный район в Согдийской области Республики Таджикистан. Административный центр — город Пенджикент. 

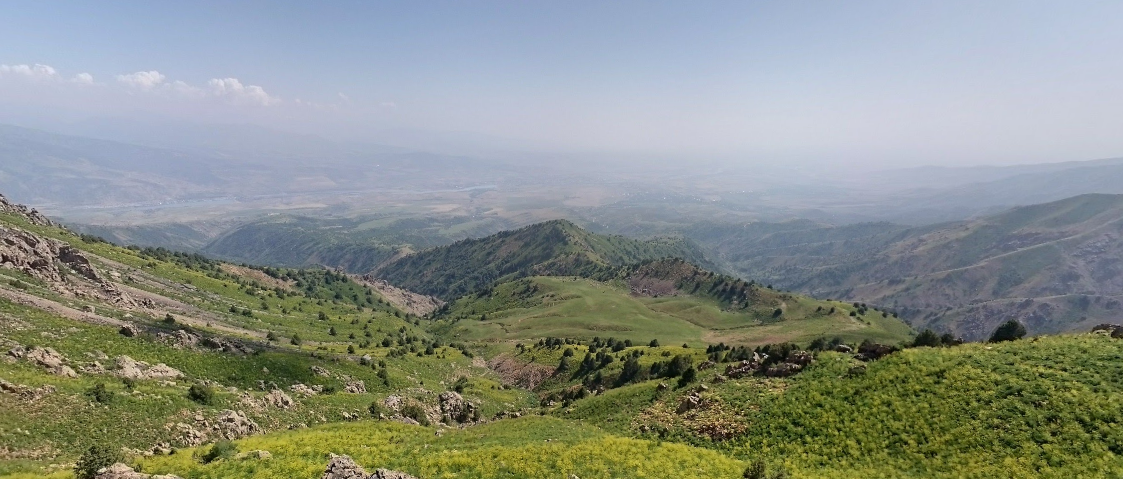
Гиссарский хребет

## География
Пенджикентский район занимает крайнюю юго-западную часть Согдийской области Таджикистана. С севера граничит с Джизакской, с юго-запада — Кашкадарьинской, с юга — Сурхандарьинской, с запада — Самаркандской областями Узбекистана, с востока — Айнинским районом Согдийской области Таджикистана. Пенджикентский район является самым западным районом Таджикистана.
Площадь территории района составляет 3700 км² и с этим показателем разделяет второе место (на первом месте — Айнинский район с площадью 5200 км²) с Горно-Матчинским районом среди районов Согдийской области.
Пенджикентский район расположен в Зарафшанской долине и, соответственно, имеет долинный рельеф и географию, а также природу. С северной стороны окружён Туркестанским, с южной стороны — Зарафшанским хребтом. В западной части района начинается горная часть Самаркандской равнины и продолжение Зарафшанской долины.

## История
Пенджикент упоминается в исторических источниках c V века до н. э. как согдийский край Самаркандского Согда.
В годы арабского завоевания правитель Пенджикента Деваштич был одним из руководителей антиарабского восстания согдийцев в 720—722 годах. В средние века по территории края пролегал Великий шелковый путь.
После завоевания в 1868 году Российской империей восточных территорий Бухарского эмирата было создано административное образование в составе Среднеазиатских владений Российской империи — Зеравшанский округ.
В состав данного округа вошли города: Самарканд, Ургут, Пенджикент, Каттакурган, Чилек и Пайшанба, а также многочисленные кишлаки. Таким образом, впервые территория сегодняшнего Пенджикентского района вошла в чётко определённое административное образование Туркестанского генерал-губернаторства.
1 января 1887 года Зеравшанский округ был упразднён, и его территория была включена в состав новообразованной Самаркандской области. Данная область делилась на 4 уезда: Джизакский, Катта-Курганский, Самаркандский и Ходжентский. Территория сегодняшнего Пенджикентского района входила в состав Самаркандского уезда области.
30 апреля 1918 года территория Самаркандской области стала частью Туркестанской АССР, а 14 октября 1924 года в результате национально-территориального размежевания Средней Азии в СССР восточная часть Самаркандской области вошла в состав новообразованной Таджикской АССР в составе Узбекской ССР.
После данного вхождения из одной из её частей был образован Пенджикентский округ, в который входили 6 туманов (Пенджикентский, Афтобруинский, Искандаровский, Кштутский, Маргиано-Фаробский и Фальгорский).
16 октября 1929 года Таджикская АССР была преобразована в Таджикскую ССР и выведена из состава Узбекской ССР в самостоятельную союзную республику. После этого территория Пенджикентского округа 27 октября 1939 года вошла в качестве района в состав новообразованной Ленинабадской области. 27 июня 1958 года к Пенджикентскому району был присоединён Колхозчионский район
После обретения Таджикистаном независимости район продолжает находиться в составе Согдийской области.

## Административно-территориальное устройство и руководство
Административным центром района является город Пенджикент, который одновременно является единственным населённым пунктом со статусом города в районе и городом областного подчинения.
В состав района входят 14 сельских общин (джамоатов): Амондара, Вору, Ёри, Косатарош, Лоик Шерали, Могиён, Рудаки, Саразм, Суджина, Фароб, Халифа Хасан, Хурми, Чинор, Шинг.
| Сельская община | Население (2015) |
| --------------- | ---------------- |
| Пенджикент, г.  | 40,600           |
| Амондара        | 13,380           |
| Чинор           | 6,879            |
| Фароб           | 8,650            |
| Халифа Хасан    | 14,728           |
| Хурми           | 10,451           |
| Косатарош       | 18,986           |
| Лоик Шерали     | 18,675           |
| Могиён          | 19,553           |
| Рудаки          | 18,465           |
| Саразм          | 27,877           |
| Шинг            | 10,873           |
| Суджина         | 12,285           |
| Вору            | 12,347           |
| Ёри             | 19,045           |

Главой Пенджикентского района является Раи́с Хукума́та (Председатель районного Правительства), который назначается Президентом Республики Таджикистан. Глава района одновременно является Председателем Правительства района. Законодательный орган Пенджикентского района — Маджлис народных депутатов, который избирается всенародно на 5 лет. Здание администрации и Правительства района расположено в городе Пенджикент.

## Население
По данным на 2016 год в районе проживало 237 200 человек (100% — сельское). Плотность населения составляет 73,5 чел./км². Основная часть населения района проживает в сельской местности и состоит из таджиков и узбеков.
| Численность населения | Численность населения | Численность населения | Численность населения | Численность населения | Численность населения | Численность населения | Численность населения |
| 1939                  | 2003                  | 2004                  | 2005                  | 2006                  | 2007                  | 2008                  | 2009                  |
| --------------------- | --------------------- | --------------------- | --------------------- | --------------------- | --------------------- | --------------------- | --------------------- |
| 53 217                | ↗180 600              | ↗184 300              | ↗187 600              | ↗191 200              | ↗195 200              | ↗199 400              | ↗203 600              |
| 2019                  | 2020                  | 2021                  | 2022                  |                       |                       |                       |                       |
| ↗296 800              | ↗303 000              | ↗307 500              | ↗312400               |                       |                       |                       |                       |

Из этнических меньшинств преобладают иранцы, также проживает небольшое количество татар, азербайджанцев, русских и представителей других национальностей.

## Природа

### Климат
Климат территории района является субтропическим внутриконтинентальным, с жарким и сухим летом при холодной зиме. Среднегодовая температура составляет +16,5 °C; средняя температура января равна −1,0 °C, средняя температура июля +25,0 °C. Абсолютный минимум температуры составил −28 °C, абсолютный температурный максимум +55 °C. В среднем на территории района выпадает 450—500 мм осадков за год (основная часть осадков приходится на весну и осень). Вегетационный период длится 215—218 дней.

### Почвы
Почва западной части района состоит в основном из песков и песчаников. Почвенный покров холмисто-увалистых адыров и низменностей образованы в основном лугово-серозёмными почвами и солончаками.

### Рельеф
Рельеф территории района можно разделить на два вида: долинный и горный. Средняя и западная части района занимают относительно низкие низменности, которые являются частью Зарафшанской долины. С северной стороны Пенджикентский район окружён Туркестанским, с южной стороны Зарафшанским хребтом. В крайней западной части района начинается горная часть Самаркандской равнины. На крайней юго-восточной части района расположен северный склон Гиссарского хребта. На восточной части района начинаются Фанские горы. Горная территория района в среднем находится на высоте 1200—1400 метров над уровнем моря.

### Гидрография
По северной стороны Пенджикентского района стекает одна из крупнейших рек Средней Азии — Зарафша́н. На западе река стекает по территории Самаркандской области Узбекистана, а на востоке берет начало от Зарафшанского ледника, который находится на территории Таджикистана. По территории района протекает так называемое среднее течение Зарафшана. Данная река имеет очень большое значение для сельского хозяйства и экономики не только Пенджикентского района, но и других районов Таджикистана и Узбекистана. Административный центр района — Пенджикент, расположен на южном береге реки Зарафшан. По территории района также протекают притоки Зарафшана: Кштут, Магиан, Фандарья, Уатасой. Среднегодовой расход воды на данном участке колеблется в районе 58—108 м³/с. Многоводна на протяжении июля и августа, когда расход воды возрастает до 479 м³/с, и маловодна в апреле, когда расход воды снижается до 11 м³/с.

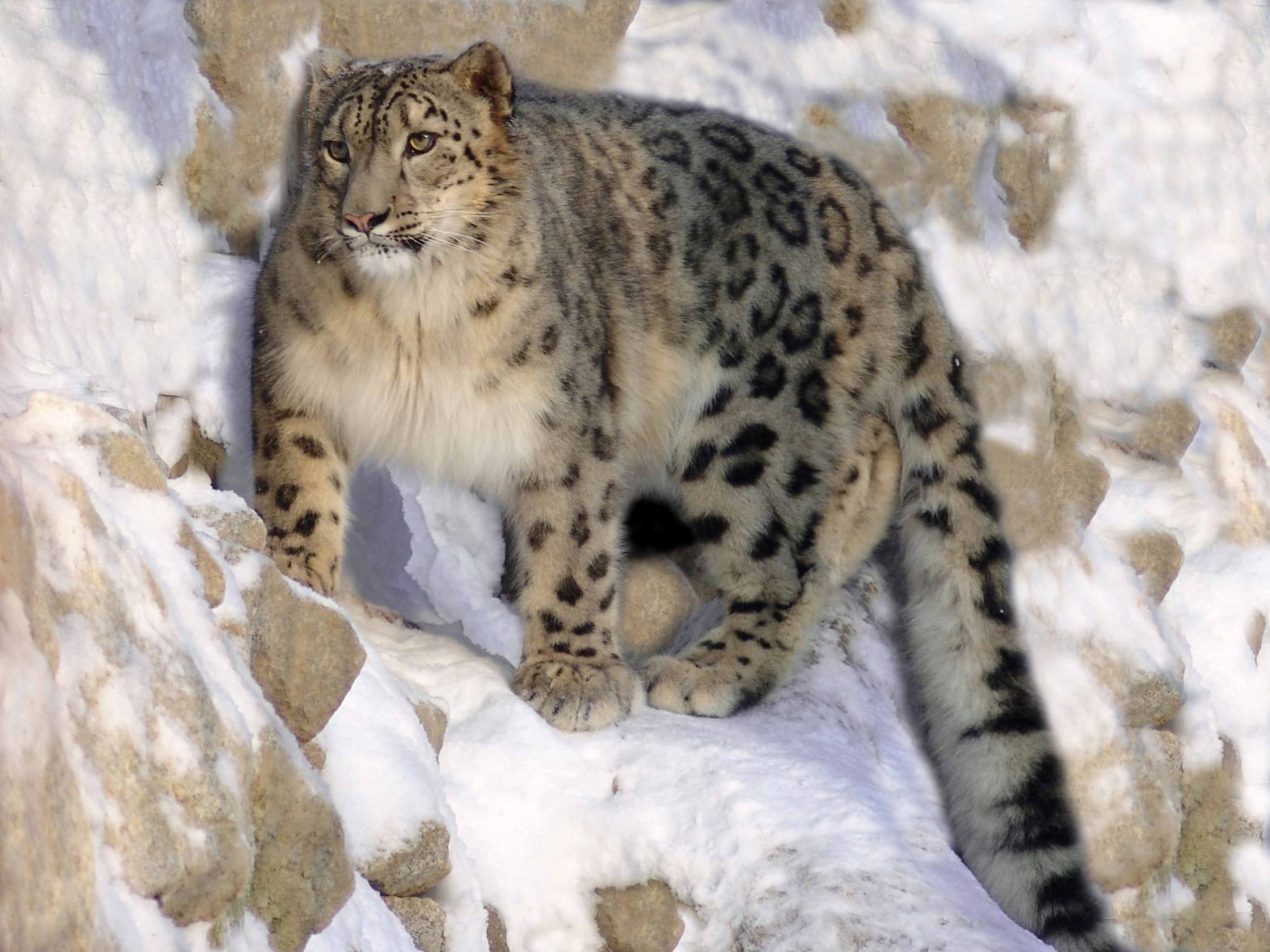
Снежный барс

### Флора и фауна
На территории района повсеместно распространены гребенщик, верблюжья колючка, псоралея, алтей и другие растения, некоторые из которых имеют большое кормовое значение для разводимых здесь гиссарских и каракулевых овец, а также других животных. В горной местности в дикорастущем виде встречаются можжевельник, яблоня, грецкий орех, фисташка, миндаль, шиповник, астрагал, барбарис, кизильник.
На территории района распространены снежный барс, волк, шакал, корсак, кабан, архар, бухарский олень, джейран, заяц, среднеазиатская черепаха, различные виды грызунов, ящериц, включая семейство гекконовых, змей, включая среднеазиатскую кобру, различные виды гадюковых и удавов, из птиц беркут, ястреб, азиатский кеклик, перепёл, рябковые.

## Хозяйство

### Сельское хозяйство
Орошаемый земельный фонд района в целом составляет 18,7 тыс. га. Из них орошаемые земли составляют 11,3 тыс. га. В Пенджикентском районе развиты в основном следующие отрасли сельского хозяйства: скотоводство, земледелие (в.т.ч зерноводство), садоводство, виноградарство. По состоянию на 2010-е годы здесь действовало около 530 фермерских хозяйств, специализированных на животноводстве, зерноводстве и овощеводстве. Имеются хозяйства по пчеловодству, птицеводству, рыболовству и выращиванию горных целебных трав.

### Промышленность
На территории Пенджикентского района имеются месторождения мрамора и гранита. Функционируют предприятия по переработке мрамора и зерна. Имеются предприятия по производству кирпичей и других строительных материалов, продуктов питания. Функционируют около 15 промышленных предприятий, некоторые из которых являются совместными. Самой известной из них,
является совместное китайско-таджикское предприятие по добыче золота «Зарафшон», которая является единственным крупным предприятием по добыче золота в Таджикистане. В 2015 году была сдана в эксплуатацию вторая, аффинажная фабрика предприятия.

### Транспорт
Общая длина автомобильных дорог на территории Пенджикентского района составляет около 85 км (по состоянию на 1980-е годы). По территории района проходит автомобильная дорога по маршруту Самарканд — Душанбе. Автомобильный транспорт является важнейшим и основным видом транспорта в районе. Поддерживается автобусное сообщение по маршрутам Пенджикент — Душанбе, Пенджикент — Худжанд, Пенджикент — Айни и другим. В советские годы существовало автобусное сообщение с Самаркандом и другими городами Узбекистана и авиационное сообщение с Душанбе и Худжандом.. Завершение строительства и сдача в эксплуатацию горных автомобильных тоннелей Шахристан и Истиклол (бывший Анзоб) позволило жителям района круглогодично пользоваться транспортным сообщением. В 2015 году за счет привлечения отечественных и зарубежных инвестиций была реконструирована горная автотрасса Айни — Пенджикент, которое позволило в два раза сократить время прибытия автотранспорта в города Душанбе и Худжанд.

## Туризм и достопримечательности

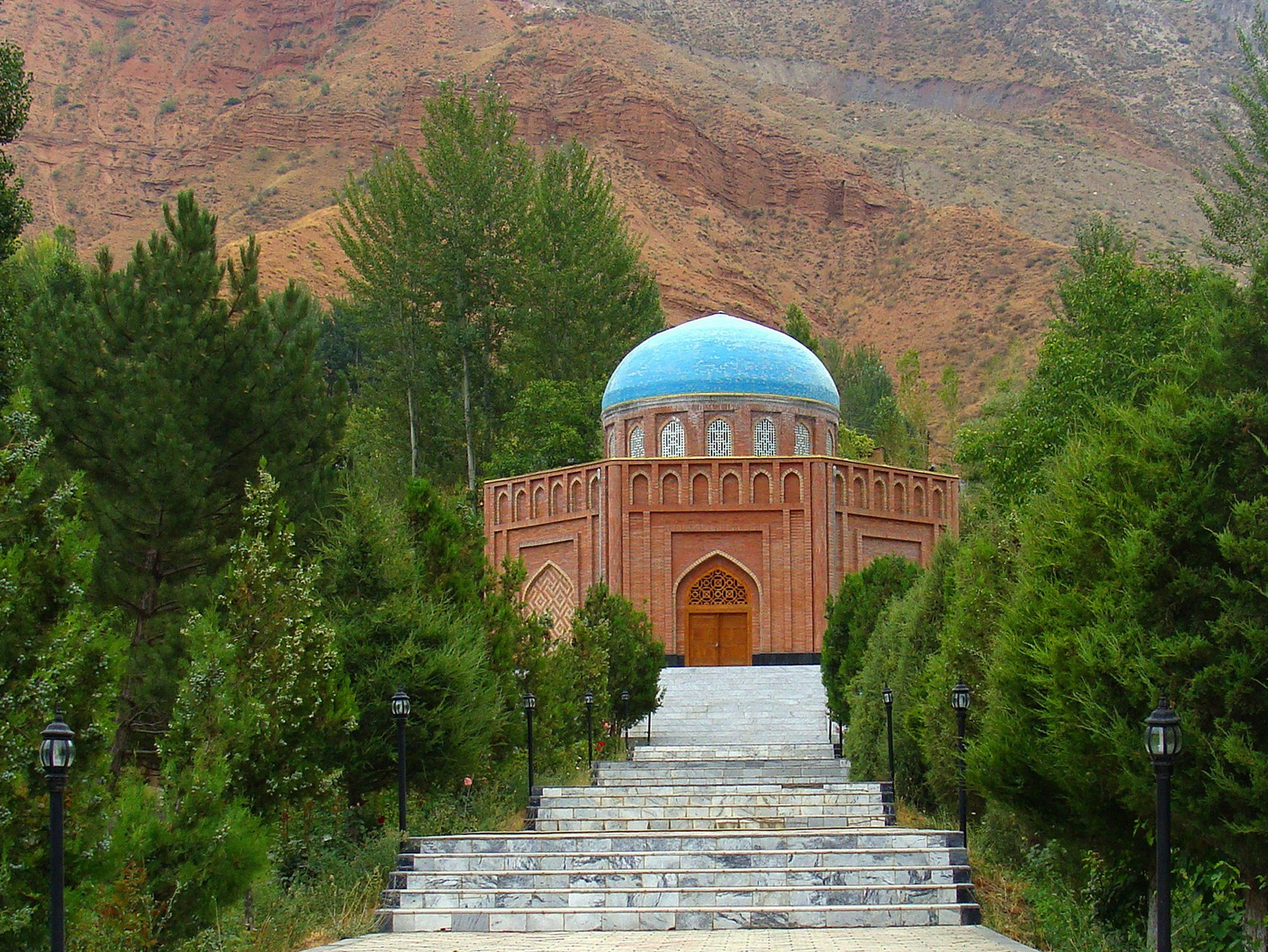
Мавзолей Рудаки

Благодаря разнообразной живописной природе и историческим памятникам, Пенджикентский район является одним из самых привлекательных районов Согдийской области с точки зрения туризма. Горный туризм является одной из развитых отраслей экономики района. На территории района расположены множество летних лагерей и санаторий, наиболее крупные из которых находятся у подножий Зарафшанского и Туркестанского хребтов. Имеются альпинистские центры у подножий упомянутых выше гор. Ледяная и чистая вода реки Зарафшан привлекает любителей рыбалки и активного отдыха.
На территории района находятся ряд археологических и архитектурных памятников. Имеются цитадели городов V—VI век веков. В горных районах расположены древние пристанища эпохи верхнего палеолита. В 1964 — 1964 годах в результате археологических раскопок Цитадели древнего Пенджикента — замок правителей Пенджикентского княжества. Были открыты дворец афшинов Пенджикента, оказавшийся уникальным памятником археологии, архитектуры и искусства Согда V—VIII вв. н. э. а также был найден керамический осколок, на котором были изображены 28 букв согдийской письменности. Насколько была значимой эта находка, было отражено в книге Бободжана Гафурова «Таджики».
На территории Пенджикентского района находится одна из двух объектов внесённых в список Всемирного наследия ЮНЕСКО в Таджикистане — Саразм. Также на территории данного района находятся ещё два объекта, которые являются кандидатами на включение в список Всемирного наследия ЮНЕСКО: Мавзолей Мухаммада Башоро и древний город Пенджикент. Также именно на территории Пенджикентского района находится мавзолей выдающегося персидского поэта — Рудаки, которых родился также на территории Пенджикентского района